# 中大南門站
中大南门站是广州地铁10号线的在建车站，位于中国广东省广州市海珠区瑞康路金纺路口。

## 车站结构

### 车站楼层
本站共设有三层，地面为车站各出入口，周边为瑞康路、穗发花园、广州国际轻纺城、广州长江国际轻纺城及邻近建筑；地下一層為站廳层，地下二層為车站設備层，地下三層為10號線月台。
| 地下一层 | 站厅                       | 售票機、客服中心、商店、警务室、安检设施 預留增建換乘通道前往 █8号线 中大站 |  |  |
| 地下二层 | 设备区                     | 车站设备                                                                    |  |  |
| 地下三层 | 2 站台                     | █10号线 西塱方向（下站：五凤）                                              |  |  |
|          | 岛式站台（卫生间、母婴室） |                                                                             |  |  |
|          | 1 站台                     | █10号线 杨箕东方向（下站：滨江东路）                                        |  |  |

### 站台
本站将设有一个島式月台，位于瑞康路的地底。

## 历史
本站于2010年的城市軌道交通線網規劃方案中随10号线设站，车站位置位于在8号线车站以東的中山大學南門前，车站规划名亦跟随8号线车站一致命名为中大站，並有計劃連接两线站体以实现換乘。10號線在2017年正式立項之時，10號線車站更名中大南門站。在10号线工可和初步設計階段，中大南門站位置定于瑞康路金紡路口，與8號線車站直线距離因此拉遠至接近500米，同時取消了換乘通道。
當時10号线工程可行性报告的批覆意见亦指出署前路站和中大南门站是由换乘站变更成非换乘站，应力争两站按换乘站设计，以增强整个线网的通达性。广州地铁方面在2020年10月接受媒体采访时表示仍在研究中大南門站換乘8號線的問題，直到该月月底回覆市民建议时表示，中大南门站将预留远期换乘通道连接至8号线中大站，待具备实施条件时统筹推进。
车站于2020年2月开始围蔽施工。受车站周边条件和征地拆迁进度限制，本站D出入口、1号风亭及安全疏散口仍处于土建施工阶段，无法满足开站的消防需求，10号线首通段开通时本站无法投入服务。但车站站台已完成土建工程以及装修，并已装有屏蔽门、扶梯和升降机以及必要的设备。惟本站与十一号线广州东站一样，未在屏蔽门前方进行遮挡，乘客搭乘列车经过本站时可看到站台情况。